# Кутх і миші
«Кутх і миші» — мальований мультфільм 1985 року, який створила режисер Оксана Черкасова за мотивами чукотських казок на Свердловській кіностудії за замовленням Держтелерадіо СРСР.

## Сюжет
Однак давно це було. Жив тоді на світі ворон Кутх — господар неба був. Довго літав ворон Кутх і втомився. Ніде й сісти було. Став ворон думати і вирішив землю зробити. З Кутха вийшла земля. Опустився Кутх на землю і ліг відпочити. З слідів Кутха вийшли миші. Ось радіють миші: земля велика, місця багато, добре буде жити. Стали миші танцювати, бігати, верещати. І розбудили Кутха. Він чхнув і з'явилися навколо гори. А всі бігають миші і пищать. Засипав Кутх землю снігом. А миші в снігу дірки прокопали. Став тоді Кутх вогнем і хотів спалити все. Але від зіткнення вогню і снігу вийшло багато води. І всіх мишей вода забрала. Вирішив Кутх почати все спочатку. Навів на землі порядок, опустився відпочити і залишив сліди, а з них вилізли миші. Кутх закричав: Звідки миші? А від своїх слідів куди втечеш.

## Творці фільму
- Режисер — Оксана Черкасова
- Автор сценарію — І. Глібова
- Оператор — Микола Грибков
- Мультиплікатори: Олексій Караєв, Валерій Фомін
- Художники: Валентин Ольшванг, І. Солодова, Ірина Климова, В. Лукінов, В'ячеслав Бурмістров, Ольга Князєва, В. Павлов, Наталія Портнова, І. Горбунова, Олена Тедер;
- Музичне оформлення — солісти ансамблю «Эргырон»
- Звукооператор — Людмила Єрикалова
- Монтажер — Л. Пермякова
- Художній керівник — Ф.С. Хитрук
- Редактор — І. Богуславський
- Директор картини — Валентина Хижнякова
- Творців наведено за титрами мультфільму.

## Призи та нагороди
Мультфільм «Кутх і миші» нагороджений:
- Диплом за кращий дебют Російської анімації[1]

## Відео
Мультфільм випускався на DVD у збірнику мультфільмів «Дідусь Мазай і зайці» (дистриб'ютор «Крупный план»).